# 負けるな小さきものよ
「負けるな小さきものよ」（まけるなちいさきものよ）は、若旦那の4枚目のシングル。2015年11月4日に徳間ジャパンコミュニケーションズから発売された。

## 概要
前作から約3年7ヵ月振りとなるシングル。自身にとって初となるアニメタイアップシングルでもある。表題曲のコーラスにはアイナ・ジ・エンド（BiSH）が参加している。

## 収録曲
1. 負けるな小さきものよ
作詞：若旦那、作曲・編曲：大隅知宇
  - テレビアニメ『うしおととら』第2期エンディングテーマ
2. ブランニューデイズ（Hi-Fi City Mix）
3. サンタクロース
4. 負けるな小さきものよ（TV ver.）
作詞：若旦那、作曲・編曲：大隅知宇
5. ブランニューデイズ（Neo 80's Mix）
6. 負けるな小さきものよ（Instrumental）